# زتا ماهی طلایی
زتا ماهی طلایی یک ستاره است که در صورت فلکی ماهی زرین قرار دارد.